# Azo spojina
Azo spojine  so organske spojine s splošno formulo R-N=N-R'. R in R' sta lahko alkilni ali arilni skupini.  Funkcionalna skupina -N=N- se imenuje azo skupina, čeprav se njena starševska spojina HN=NH imenuje diimid. Ime azo izhaja iz francoskega imena dušika azot, to pa izhaja iz grške sestavljenke a, ki pomeni ne in zoe, ki pomeni živeti.
Odkritje azo spojin je pomenilo velik korak v razvoju kemične industrije. 

## Sinteza
Sinteza aromatskih azo spojin poteka v dveh korakih. Prvi korak je diazotiranje aromatskih aminov, katerem sledi pripajanje anilinov, fenolov  ali katerih drugih aromatskih spojin, ki tvorijo azo spojine. Pripajanje je elektrofilna substitucija, ki  poteče praviloma na para položaju. Če je para položaj zaseden, poteče substitucija na orto položaju. Diazonijeve soli so praviloma zelo nestabilne že pri sobni temperaturi, zato poteka pripajanje pri temperaturah on 0-5 °C:
Azo spojine nastanejo tudi z oksidacijo hidrazinov (R-NH-NH-R').

## Lastnosti
Nekatere azo spojine, predvsem alifatske, so nestabilne in celo eksplozivne, zato zahtevajo zelo skrbno ravnanje.

### Aromatske azo spojine
Aromatske  azo spojine so praviloma stabilne kristalinične snovi. 
Najenostavnejša aromatska azo spojina je azobenzen. Večina azobenzena je v obliki trans izomera,  ki s fotoizomerizacijo preide v cis izomer:

### Alifatske azo spojine
Alifatske azo spojine so manj pomembne in manj stabilne kot aromatske. Ena od njih je azoetan ali dietildiazen (EtN=NEt).
Pri  povišani temperaturi ali pod vplivom sevanja vez C-N v alifatskih azo spojinah  razpade na dušik in dva prosta radikala. Zaradi te lastnosti se azo spojine pogosto uporabljajo kot vir prostih radikalov. Ena takšnih spojin je azobisizobutilonitril (AIBN), ki se uporablja kot iniciator radikalskih polimerizacij.

## Azo barvila in pigmenti
Aromatske azo spojine so zaradi delokalizacije π elektronov na benzenovem obroču zelo pestro obarvane, predvsem v rdečih, oranžnih in rumenih tonih in se zato uporabljajo kot azo barvila (npr. E110, E111, E122, E123, E124, E131, E132). Nekatere azo spojine, na primer metiloranž, se uporabljajo kot kislo-bazični indikatorji, ker so njihove kisline in soli različno obarvane. 
Azo pigmenti so brezbarvni delci, na primer gline, ki so obarvani z azo barvili. Azo pigmenti, tudi ti so večinoma rumene, oranžne in rdeče barve, imajo odlične barvalne lastnosti in dobro svetlobno obstojnost. Svetlobna obstojnost ni odvisna samo od lastnosti azo spojine, ampak tudi od načina, kako so je barvilo adsorbiralo na pigmentni nosilec. 
Azo barvila spadajo med karcinogene in se jim pripisuje krivdo za nastanek hepatocelularnega karcinoma.